# Incisura rosea
Incisura rosea är en snäckart som först beskrevs av Hedley 1904.  Incisura rosea ingår i släktet Incisura och familjen Scissurellidae. Inga underarter finns listade i Catalogue of Life.